# Zentsuji
Zentsuji (Japans: 善通寺市, Zentsūji-shi) is een Japanse stad in de prefectuur Kagawa. In 2014 telde de stad 32.958 inwoners.

## Geschiedenis
Op 31 maart 1954 kreeg Zentsuji  het statuut van stad (shi). 

## Partnersteden
- Hirado, Japan

Steden:
Higashikagawa · Kanonji · Marugame · Mitoyo · Sakaide · Sanuki · Takamatsu (hoofdstad) · Zentsuji

Districten:
Ayauta · Kagawa · Kita · Nakatado · Shozu
Gemeenten per district